# Фотометричне червоне зміщення
Фотометричне червоне зміщення — оцінка червоного зміщення об'єкта, отримана без використання методів спектроскопії, а лише методами фотометрії. Порівняно з червоним зміщенням, яке вимірюється спектроскопічно, така оцінка має нижчу точність, але вимагає менше часу на її отримання. Фотометричні червоні зміщення часто використовуються у позагалактичній астрономії та космології, оскільки можуть бути виміряні відразу для великої кількості галактик та квазарів.
Вперше метод вимірювання фотометричного червоного зміщення розробив та застосував Вільям Елвін Баум у 1962 році.

## Опис

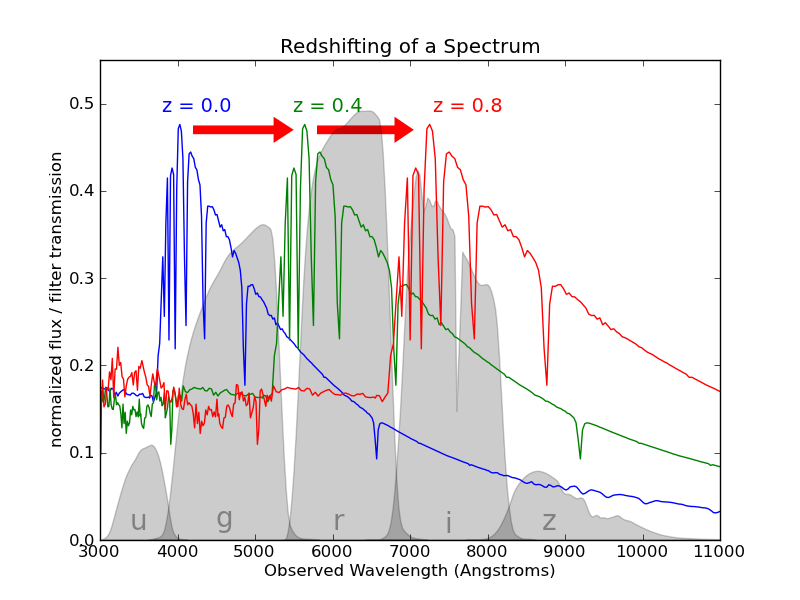
Кольорові лінії показують спектр Веги з різним червоним зміщенням. Сірими областями показані смуги пропускання фільтрів, використовуваних в огляді SDSS. При червоному зміщенні Вега була б яскрава в смугах g і r і тьмяна - в i і z, у той час як при червоному зміщенні ситуація була б протилежною.

Червоні зміщення ({\displaystyle z}) різних об'єктів безпосередньо можуть бути виміряні при вивченні їх спектрів: для цього в спостережуваному спектрі знаходять спектральні лінії або інші особливості і обчислюють їхній зсув відносно «нормального» положення. Однак також можна оцінити червоне зміщення без використання методів спектроскопії, а тільки методами фотометрії — виміряне таким чином значення і називається фотометричним червоним зміщенням. Деякі особливості спектра об'єкта, такі як бальмерівський або лайманівський стрибок, можуть бути помітні не тільки в його спектрі, але й при порівнянні інтенсивності випромінювання в різних фотометричних смугах, причому при певному власному спектрі джерела спостережуваний розподіл інтенсивності в смугах буде залежати від червоного зміщення.
Спектроскопічні спостереження достатньої точності доступні не для всіх об'єктів, а тих випадках, коли вони можливі, доводиться витрачати багато часу на спостереження одного об'єкта. Фотометричні спостереження, що дозволяють виміряти червоне зміщення, виграють у цьому відношенні, проте вони не можуть забезпечити таку високу точність вимірювання. У позагалактичній астрономії та космології фотометричні червоні зміщення широко використовуються, оскільки можуть бути виміряні одразу для великої кількості галактик та квазарів, а червоне зміщення цих об'єктів служить зручною мірою відстані до них. Для багатьох задач у цих областях точність фотометричного червоного зміщення виявляється прийнятною.

### Методи
Найбільш поширені два методи вимірювання фотометричних червоних зміщень:
- Метод підгонки спектрального розподілу енергії (англ. fitting of the observed Spectral Energy Distribution) полягає в тому, що спостережуваний розподіл випромінювання за довжинами хвиль порівнюється з певним набором стандартних спектрів і проводиться пошук, який стандартний спектр з яким {\displaystyle z} найкраще йому відповідає[7].
- Емпіричний метод тренувальної вибірки (англ. empirical training set method ) заснований на тому, що за «тренувальною» вибіркою галактик будується емпірична залежність між зоряними величинами та заздалегідь відомим червоним зміщенням. За цією залежністю {\displaystyle z} визначаються вже для інших галактик. Цей метод не вимагає будь-яких припущень про фізичні властивості галактик та їхніх спектрів, що зручно для галактик на великих червоних зміщеннях, спектри яких вивчені недостатньо, а для застосування цього методу достатньо спостерігати галактику в невеликій кількості фільтрів. Однак подібна емпірична залежність не універсальна і для кожної вибірки галактик повинна складатися окремо, крім того, у цьому методі можливі систематичні відхилення через те, що «тренувальна» вибірка зазвичай складається з яскравих галактик, оскільки червоні зміщення зазвичай вимірюються саме для них[7].

Крім того, відомі ще два методи:
- Вимірювання зміщення між двома розподілами енергії по фотметричних смугах для галактик з різним червоним зміщенням. Історично це був перший метод вимірювання фотометричного червоного зміщення[8].
- Метод, заснований на моделюванні діаграми колір — колір для різних галактик з певним червоним зміщенням. Хоча в часто використовуваних показниках кольору діаграми слабко залежать від червоного зміщення, для деяких складних систем кольору положення моделей галактик з різним {\displaystyle z} відрізняються. Таким чином, за спостережуваним положенням галактики на діаграмі можна оцінити її червоне зміщення[8].

## Історія
Вперше спосіб визначення червоного зміщення фотометричним методом розробив Вільям Елвін Баум у 1962 році. Він використовував фотоелектричний фотометр, проводив вимірювання в 9 спектральних смугах в діапазоні від 3730 до 9875 ангстрем і проспостерігав 6 еліптичних галактик у скупченні Діви та 3 - у скупченні Абель 801. Потім Баум виміряв зміщення у розподілах енергії за смугами між галактиками різних скупчень, орієнтуючись на бальмерівський стрибок інтенсивності випромінювання на довжині хвилі 4000 ангстрем. Тим самим він вирахував червоне зміщення скупчення Абель 801: його результат склав {\displaystyle z=0{,}19}, що виявилося близько до значення, виміряного спектроскопічно, {\displaystyle z=0{,}192}. Пізніше Баум зміг використати цей метод для більш далеких скупчень з невідомим червоним зміщенням, аж до {\displaystyle z=0{,}46}.
У 1986 році розробили більш просунутий метод: у ньому використовувався набір стандартних спектрів, і для визначення, якому стандартному спектру з яким червоним зміщенням відповідає спостерезуваний спектр, застосовувався метод мінімізації хі-квадрат. Для галактик, у яких червоне зміщення вже було виміряно спектроскопічно, виявилося, що середньоквадратичне відхилення між фотометричним і спектроскопічним червоним зміщенням становить 0,12.
В огляді SDSS, який почав складатися в 1990-і роки, використовується фотометрична система, розроблена в тому числі і для вимірювання фотометричних червоних змішень. В цьому огляді фотометричні червоні зміщення виміряні для більш ніж 200 мільйонів галактик. Для цих даних середньоквадратичне відхилення величини {\textstyle {\frac {z_{\text{phot}}-z_{\text{spec}}}{1+z_{\text{spec}}}}}, де {\displaystyle z_{\text{phot}}} ― фотометричне червоне зміщення, а {\displaystyle z_{\text{spec}}} ― спектроскопічне, становить 0,0205.